# Seconde bataille d'Ajdabiya
Guerre civile libyenne
Batailles
- 1re Benghazi
- El Beïda
- Derna
- 1re Tripoli
- Misrata
- 1re Zaouïa
- Djebel Nefoussa (1re Dehiba
- 2e Dehiba
- Gharyan)
- 1re Brega
- 1re Ras Lanouf
- 1re Ben Jawad
- 2e Ras Lanouf
- 2e Brega
- 1re Ajdabiya
- 2e Benghazi
- 2e Ajdabiya
- 1re golfe de Syrte
- 3e Brega
- Al Jawf
- Front de Misrata (Zliten
- Tawarga
- 2e Zaouïa
- 4e Brega
- Fezzan
- Birak)
- 5e Brega
- 3e Zaouïa
- 2e Tripoli
- 2e Sebha
- 2e golfe de Syrte (Syrte)
- Offensive de Bani Walid (Tarhounah - Bani Walid)

- Intervention militaire de l’OTAN
- Opération Ellamy (Royaume-Uni)
- Opération Harmattan (France)
- Opération Odyssey Dawn (États-Unis)
- Opération Mobile (Canada)

La seconde bataille d'Ajdabiya est une bataille de la guerre civile libyenne qui eut lieu du 21 mars au 26 mars 2011 opposant les rebelles aux loyalistes.

## Déroulement
La ville tombe aux mains des rebelles le 26 mars 2011.

## Conséquences
Les forces kadhafistes lancent une contre-attaque afin de tenter de reprendre Ajdabiya le 8 avril, profitant de la retraite désorganisée des rebelles lors de la troisième bataille de Brega. Toutefois les rebelles du Conseil national de transition se regroupent et parviennent à mettre en déroute les forces loyalistes, soutenus par les avions de l'OTAN. La ligne de front se stabilise ensuite, à 40 kilomètres au sud de Brega.